# Herb Estonii
Herb Estonii występuje w dwóch wersjach: w postaci małej i w postaci wielkiej. Zasadniczym elementem jest złota tarcza heraldyczna, a na niej trzy stylizowane lwy. Herb w postaci wielkiej od dołu otoczony jest dodatkowo przez dwa wieńce z liści dębowych, także koloru złotego. Symbolizują one siłę i trwałość państwa.
Herb Estonii w obecnej postaci oficjalnie przyjęto przez estoński parlament 19 czerwca 1925 roku. W roku 1940, po włączeniu Estonii w skład ZSRR został on zastąpiony innym godłem, zaś używanie starej symboliki było zabronione. Ponownie używanie obecnej wersji herbu rozpoczęło się w 1990 r., zaś oficjalnie stosowna ustawa przywróciła je 6 kwietnia 1993 roku. 
Herb Estonii nawiązuje do herbu stolicy Estonii – Tallinna, właściwie jest jego nieznacznie zmodyfikowaną wersją. Herb założonego w XIII w. miasta był bardzo podobny do herbu założyciela – króla Danii Waldemara II, pod którego panowaniem znajdowała się wówczas Estonia. Herb Waldemara II stał się także podstawą do opracowania godła Danii, stąd trzy lwy znajdują się również w duńskim herbie.

## GodłoEstońskiej SRR
W okresie radzieckim godło Estońskiej SRR zawierało typowe elementy zawarte w godłach republik radzieckich: sierp i młot – symbol sojuszu robotniczo-chłopskiego oraz najważniejszy element godła Związku Radzieckiego, a także wschodzące słońce – mające wyrażać świt, początek nowej ery w życiu kraju. Całość otoczona była przez wieniec z kłosów zbóż – podkreślający znaczenie rolnictwa dla kraju oraz symbolizujący dobrobyt. U góry, u zbiegu obu wieńców umieszczono czerwoną pięcioramienną gwiazdę. Wieńce przepasane były czerwonymi wstęgami, na których umieszczone było wezwanie do jedności proletariatu. 
U dołu znajdowała się na wpół skrócona nazwa republiki w estońskim: Eesti NSV.

## Wersje historyczne

Herb księstwa Estonii w latach 1561–1721
Herb Guberni Estońskiej 1721–1918
Godło Estońskiej SRR